# إدارة فيتشادا
إدارة فيتشادا واحدة من 32 إدارة في كولومبيا، تقع في السهول الشرقية من كولومبيا،وتبلغ مساحتها 100242 كم في منطقة أورينوكيا ضمن حوض نهر أورينوكو المتاخم لجمهورية فنزويلا البوليفارية من الشمال والشرق. وإلى الشمال أيضا حدودها مع إدارة أروكا، وإلى الشمال الغربي مع إدارة كاساناري، وإلى الغرب مع إدارة ميتا، وإلى الجنوب الغربي حدود ضيقة مع إدارة غوافياري والجنوب مع إدارة غواينيا. وهذه الإدارة هي ثاني أكبر إدارة في كولومبيا واقلها سكانا بالمقارنة مع الإدارات الأخرى.